# Troglochernes cruciatus
Troglochernes cruciatus är en art av spindeldjur som beskrevs av den australiensiska araknologen Erich S. Volschenk 2007. Den ingår i släktet Troglochernes och familjen blindklokrypare. Inga underarter finns listade i Catalogue of Life.